# Ben Burtt
Pour les articles homonymes, voir Burtt.
Ben Burtt est un designer sonore, monteur, réalisateur américain né le 12 juillet 1948 à Syracuse, New York. Parmi ses travaux les plus connus on peut citer la création de la bande son des épisodes de la saga Star Wars et des Indiana Jones, ainsi que WALL-E.

## Biographie
Burtt a d'abord obtenu une licence en physique au Allegheny College avant de remporter en 1970 le National Student Film Festival (Festival national du film étudiant) avec un film de guerre intitulé Yankee Squadron. Son travail sur les effets spéciaux du film Genesis lui permit d'obtenir une bourse pour rentrer à l'université de Californie du Sud où il décrocha une maîtrise en production de films.

## Travaux
Ben Burtt créa une nouvelle approche du design sonore, notamment dans les genres de la science-fiction et de la fantasy. En effet, avant son travail dans Star Wars les films de science-fiction utilisaient généralement des sons électroniques pour obtenir un aspect futuriste. Burtt au contraire chercha des sons plus naturels, plus familiers. Par exemple, le bourdonnement du sabre laser fut créé à partir du bourdonnement d'un vieux projecteur mixé avec celui d'une télévision cassée, le son des pistolets blaster fut quant à lui créé à partir du son que faisait le hauban d'un émetteur radio lorsqu'on le frappait avec un marteau. Burtt utilisa également des enregistrements de sa femme, alors que celle-ci avait pris froid et était clouée au lit, pour le film E.T. l'extra-terrestre. Il a également créé les sons de l'"Invasion des profanateurs", de Philip Kaufman (1978).
Il est également connu pour inclure le « cri Wilhelm » dans la plupart des films auxquels il collabore : on peut par exemple l'entendre lorsqu'un stormtrooper fait une chute dans Star Wars, épisode IV : Un nouvel espoir ou bien encore dans Les Aventuriers de l'arche perdue lorsqu'un nazi tombe d'un camion en marche.
Burtt fait également des apparitions en tant que caméo dans deux des épisodes de la saga Star Wars : dans Star Wars, épisode VI : Le Retour du Jedi où il joue un officier impérial criant « Haut les mains ! » juste avant que Han Solo ne l'envoie par-dessus une rambarde, et dans Star Wars, épisode I : La Menace fantôme où il peut être aperçu à l'arrière-plan à la fin du film lorsque la reine Amidala félicite Palpatine. Sa voix sert également de base pour certains effets sonores comme les bips et les sifflements du droïde R2-D2 ou bien encore certains grognements des monstres holographiques miniatures à bord du Faucon Millenium. C'est également lui qui prête sa voix au capitaine de la Main Invisible dans La Revanche des Sith.

## Distinctions

### Récompenses
- Oscar du meilleur son : 
  - 1982 E.T. l'extra-terrestre
  - 1989 Indiana Jones et la Dernière Croisade
- Oscar pour une performance spéciale : 
  - 1977 Star Wars, épisode IV : Un nouvel espoir
  - 1981 Les Aventuriers de l'arche perdue

### Nominations
- Oscar du meilleur mixage de son et Oscar du meilleur son en 1983 pour Star Wars, épisode VI : Le Retour du Jedi
- Oscar du meilleur son en 1988 pour Willow
- Oscar du meilleur mixage de son en 1989 pour Indiana Jones et la Dernière Croisade
- Oscar du meilleur court-métrage documentaire en 1996 pour Special Effects: Anything Can Happen
- Oscar du meilleur son en 1999 pour Star Wars, épisode I : La Menace fantôme